# Hockey Club Valdagno nelle competizioni internazionali
Di seguito sono elencate le partite dell'Hockey Club Valdagno nelle competizioni internazionali.

## Statistiche
| Competizione                                 | PAR | G   | V  | N  | P  | F   | S   |
| -------------------------------------------- | --- | --- | -- | -- | -- | --- | --- |
| Coppa CERS/WSE                               | 9   | 45  | 25 | 9  | 11 | 198 | 145 |
| Coppa dei Campioni/Champions League/Eurolega | 8   | 56  | 31 | 5  | 20 | 274 | 216 |
| Totale                                       | 17  | 101 | 56 | 14 | 31 | 472 | 361 |

Legenda:
- PAR = partecipazioni alla competizione
- G = partite giocate
- V = vittorie
- N = pareggi
- P = sconfitte
- F = Goal segnati
- S = Goal subiti

## Coppa CERS/WSE

### 1990-1991
| Turno            | Partita                          | Risultato |
| ---------------- | -------------------------------- | --------- |
| Ottavi di finale | Marzotto Valdagno - Amatori Lodi | 6 - 2     |
| Ottavi di finale | Amatori Lodi - Marzotto Valdagno | 7 - 4     |
| Quarti di finale | Seregno - Marzotto Valdagno      | 3 - 5     |
| Quarti di finale | Marzotto Valdagno - Seregno      | 5 - 5     |
| Semifinale       | Marzotto Valdagno - Benfica      | 3 - 5     |
| Semifinale       | Benfica - Marzotto Valdagno      | 5 - 5     |

### 2006-2007
| Turno            | Partita                      | Risultato |
| ---------------- | ---------------------------- | --------- |
| Ottavi di finale | Quévert - Marzotto Valdagno  | 0 - 2     |
| Ottavi di finale | Marzotto Valdagno - Quévert  | 7 - 1     |
| Quarti di finale | Marzotto Valdagno - Vilanova | 3 - 4     |
| Quarti di finale | Vilanova - Marzotto Valdagno | 5 - 1     |

### 2007-2008
| Turno            | Partita                             | Risultato       |
| ---------------- | ----------------------------------- | --------------- |
| Ottavi di finale | Marzotto Valdagno - SCRA Saint-Omer | 7 - 2           |
| Ottavi di finale | SCRA Saint-Omer - Marzotto Valdagno | 4 - 4           |
| Quarti di finale | Portosantese - Marzotto Valdagno    | 2 - 3           |
| Quarti di finale | Marzotto Valdagno - Portosantese    | 4 - 3           |
| Semifinale       | Lloret - Marzotto Valdagno          | 2 - 6           |
| Finale           | Marzotto Valdagno - Tenerife        | 4 - 4 (1-2 dtr) |

### 2017-2018
| Turno            | Partita                            | Risultato |
| ---------------- | ---------------------------------- | --------- |
| Primo turno      | Valdagno 1938 - Germania Herringen | 4 - 2     |
| Primo turno      | Germania Herringen - Valdagno 1938 | 4 - 6     |
| Ottavi di finale | Valdagno 1938 - Sporting Tomar     | 6 - 6     |
| Ottavi di finale | Sporting Tomar - Valdagno 1938     | 3 - 1     |

### 2018-2019
| Turno            | Partita                         | Risultato |
| ---------------- | ------------------------------- | --------- |
| Primo turno      | Valdagno 1938 - Düsseldorf Nord | 11 - 2    |
| Primo turno      | Düsseldorf Nord - Valdagno 1938 | 2 - 7     |
| Ottavi di finale | Biasca - Valdagno 1938          | 5 - 6     |
| Ottavi di finale | Valdagno 1938 - Biasca          | 9 - 6     |
| Quarti di finale | CGC Viareggio - Valdagno 1938   | 5 - 5     |
| Quarti di finale | Valdagno 1938 - CGC Viareggio   | 4 - 3     |
| Semifinale       | Sarzana - Valdagno 1938         | 4 - 2     |

### 2019-2020
| Turno            | Partita               | Risultato |
| ---------------- | --------------------- | --------- |
| Ottavi di finale | Braga - Valdagno 1938 | 5 - 5     |
| Ottavi di finale | Valdagno 1938 - Braga | 2 - 3     |

### 2021-2022
| Turno            | Partita                    | Risultato |
| ---------------- | -------------------------- | --------- |
| Fase a gironi    | Igualada - Valdagno        | 2 - 3     |
| Fase a gironi    | Valdagno - Juventude Viana | 6 - 2     |
| Fase a gironi    | Valdagno - Igualada        | 4 - 2     |
| Fase a gironi    | Juventude Viana - Valdagno | 3 - 2     |
| Quarti di finale | Voltregà - Valdagno        | 2 - 2     |
| Quarti di finale | Valdagno - Voltregà        | 3 - 1     |
| Semifinale       | Follonica - Valdagno       | 3 - 2     |

### 2022-2023
| Turno            | Partita           | Risultato       |
| ---------------- | ----------------- | --------------- |
| Ottavi di finale | Lleida - Valdagno | 4 - 5           |
| Ottavi di finale | Valdagno - Lleida | 3 - 4 (2-3 dtr) |

### 2023-2024
| Turno            | Partita                 | Risultato       |
| ---------------- | ----------------------- | --------------- |
| Fase qual.       | Valdagno - Grosseto     | 4 - 3           |
| Fase qual.       | Valdagno - Ginevra      | 10 - 0          |
| Fase qual.       | Valdagno - Cronenberg   | 4 - 3           |
| Ottavi di finale | Valdagno - La Vendéenne | 4 - 3           |
| Ottavi di finale | La Vendéenne - Valdagno | 1 - 1           |
| Quarti di finale | Igualada - Valdagno     | 2 - 1           |
| Quarti di finale | Valdagno - Igualada     | 7 - 6 (1-2 dtr) |

### 2024-2025
| Turno            | Partita                 | Risultato |
| ---------------- | ----------------------- | --------- |
| Ottavi di finale | Valdagno - La Vendéenne |           |
| Ottavi di finale | La Vendéenne - Valdagno |           |

## Coppa dei Campioni/Champions League/Eurolega

### 2009-2010
| Turno         | Partita                           | Risultato |
| ------------- | --------------------------------- | --------- |
| Fase a gironi | Marzotto Valdagno - CGC Viareggio | 3 - 5     |
| Fase a gironi | Iserlohn - Marzotto Valdagno      | 0 - 10    |
| Fase a gironi | Porto - Marzotto Valdagno         | 3 - 5     |
| Fase a gironi | CGC Viareggio - Marzotto Valdagno | 4 - 4     |
| Fase a gironi | Marzotto Valdagno - Iserlohn      | 7 - 3     |
| Fase a gironi | Marzotto Valdagno - Porto         | 5 - 3     |
| Final Six     | Marzotto Valdagno - Porto         | 2 - 4     |
| Final Six     | Barcellona - Marzotto Valdagno    | 11 - 3    |

### 2010-2011
| Turno            | Partita                           | Risultato |
| ---------------- | --------------------------------- | --------- |
| Fase a gironi    | Coutras - Marzotto Valdagno       | 5 - 7     |
| Fase a gironi    | Marzotto Valdagno - Porto         | 10 - 3    |
| Fase a gironi    | Cronenberg - Marzotto Valdagno    | 1 - 4     |
| Fase a gironi    | Marzotto Valdagno - Coutras       | 7 - 3     |
| Fase a gironi    | Porto - Marzotto Valdagno         | 5 - 1     |
| Fase a gironi    | Marzotto Valdagno - Cronenberg    | 7 - 3     |
| Quarti di finale | Marzotto Valdagno - Reus Deportiu | 2 - 4     |

### 2011-2012
| Turno            | Partita                             | Risultato |
| ---------------- | ----------------------------------- | --------- |
| Fase a gironi    | Marzotto Valdagno - Ginevra         | 4 - 3     |
| Fase a gironi    | Liceo La Coruña - Marzotto Valdagno | 5 - 1     |
| Fase a gironi    | Porto - Marzotto Valdagno           | 4 - 8     |
| Fase a gironi    | Marzotto Valdagno - Porto           | 7 - 6     |
| Fase a gironi    | Ginevra - Marzotto Valdagno         | 2 - 9     |
| Fase a gironi    | Marzotto Valdagno - Liceo La Coruña | 3 - 4     |
| Quarti di finale | Benfica - Marzotto Valdagno         | 5 - 11    |
| Semifinale       | Liceo La Coruña - Marzotto Valdagno | 5 - 3     |

### 2012-2013
| Turno            | Partita                             | Risultato |
| ---------------- | ----------------------------------- | --------- |
| Fase a gironi    | Marzotto Valdagno - Ginevra         | 7 - 5     |
| Fase a gironi    | Liceo La Coruña - Marzotto Valdagno | 4 - 4     |
| Fase a gironi    | Oliveirense - Marzotto Valdagno     | 6 - 10    |
| Fase a gironi    | Marzotto Valdagno - Oliveirense     | 5 - 3     |
| Fase a gironi    | Ginevra - Marzotto Valdagno         | 1 - 7     |
| Fase a gironi    | Marzotto Valdagno - Liceo La Coruña | 7 - 3     |
| Quarti di finale | Igualada - Marzotto Valdagno        | 2 - 3     |
| Quarti di finale | Marzotto Valdagno - Igualada        | 3 - 0     |
| Semifinale       | Marzotto Valdagno - Porto           | 7 - 9     |

### 2013-2014
| Turno            | Partita                       | Risultato |
| ---------------- | ----------------------------- | --------- |
| Fase a gironi    | Valdagno 1938 - Oliveirense   | 5 - 4     |
| Fase a gironi    | Iserlohn - Valdagno 1938      | 1 - 6     |
| Fase a gironi    | Reus Deportiu - Valdagno 1938 | 4 - 6     |
| Fase a gironi    | Valdagno 1938 - Reus Deportiu | 4 - 3     |
| Fase a gironi    | Oliveirense - Valdagno 1938   | 5 - 2     |
| Fase a gironi    | Valdagno 1938 - Iserlohn      | 6 - 2     |
| Quarti di finale | Vendrell - Valdagno 1938      | 4 - 6     |
| Quarti di finale | Valdagno 1938 - Vendrell      | 4 - 7     |

### 2014-2015
| Turno            | Partita                      | Risultato |
| ---------------- | ---------------------------- | --------- |
| Fase a gironi    | Porto - Valdagno 1938        | 6 - 2     |
| Fase a gironi    | Valdagno 1938 - Vendrell     | 7 - 2     |
| Fase a gironi    | La Vendéenne - Valdagno 1938 | 6 - 4     |
| Fase a gironi    | Valdagno 1938 - La Vendéenne | 10 - 3    |
| Fase a gironi    | Valdagno 1938 - Porto        | 5 - 5     |
| Fase a gironi    | Vendrell - Valdagno 1938     | 2 - 2     |
| Quarti di finale | Valdagno 1938 - Barcellona   | 2 - 6     |
| Quarti di finale | Barcellona - Valdagno 1938   | 8 - 5     |

### 2022-2023
| Turno         | Partita                   | Risultato |
| ------------- | ------------------------- | --------- |
| 1ª Fase qual. | Ginevra - Valdagno        | 0 - 5     |
| 1ª Fase qual. | Noisy-le-Grand - Valdagno | 2 - 4     |
| 1ª Fase qual. | Calafell - Valdagno       | 4 - 2     |
| 2ª Fase qual. | Valdagno - Reus Deportiu  | 4 - 6     |
| 2ª Fase qual. | Valdagno - Braga          | 0 - 1     |
| 2ª Fase qual. | Valdagno - Barcelos       | 1 - 2     |

### 2023-2024
| Turno         | Partita            | Risultato |
| ------------- | ------------------ | --------- |
| 1ª Fase qual. | Lleida - Valdagno  | 6 - 3     |
| 1ª Fase qual. | Coutras - Valdagno | 3 - 3     |